# Rodaba vinosalis
Rodaba vinosalis là một loài bướm đêm trong họ Crambidae.